# Balaji Bajirao Peshwa
Balaji Bajirao Peshwa (anche noto come Nanasaheb; 8 dicembre 1720 – 23 giugno 1761) fu Peshwa  (Primo ministro) dell'Impero Maratha in India. Fu nominato Peshwa nel 1740, alla morte del suo illustre padre, il Peshwa Bajirao I.
Durante il suo governo, il Chhatrapati (re maratha) era diventato non molto più di una figura di rappresentanza, senza grandi poteri. In quello stesso periodo, l'Impero Maratha cominciò a trasformarsi in una Confederazione, in cui singoli esponenti feudali — come gli Holkar, gli Scindia e i Bhonsle di Nagpur — divennero sempre più potenti. Durante il governo di Balaji Rao, il territorio maratha raggiunse il suo zenith. Un'ampia parte di esso era tuttavia guidato da esponenti feudali dell'Impero.
Balaji Bajirao era un astuto startegist, un abile diplomatico e un abile statista. Lui, insieme a suo cugino Sadashivrao Bhau e Balshastri Gadgil, ha introdotto nuovi sistemi legislativi e finanziari nello stato. Sotto la sua guida, i confini dell'Impero Maratha si espansero a Lahore nell'attuale Pakistan, Srirangapattanam nel sud e Dhaka nell'attuale Bangladesh. Nanasaheb costruì canali, ponti, templi e logge per i viaggiatori nella capitale Pune e in altre parti dell'Impero Maratha. Nei suoi vent'anni di regno come Peshwa, Nanasaheb sottomise tre grandi potenze sotto la sua minaccia, vale a dire. Moghul nel nord, Nizam nel sud e gli inglesi nel Bengala e Mumbai.

## Primi anni e famiglia
Balaji Rao nacque nella famiglia Bhat, dal Peshwa Bajirao I, l'8 dicembre 1720. Dopo la morte del padre nell'aprile del 1740, il Chhatrapati Shahu nominò il diciannovenne Balaji nuovo Peshwanell'agosto del 1740, malgrado l'opposizione di altri esponenti tra cui Raghoji I Bhonsle. Sposò Gopikabai e la coppia ebbe tre figli, Vishwasrao - che morì nella battaglia di Pānīpat nel 1761 - Madhavrao, che succederà a Nanasaheb come Peshwa, e Narayanrao che succederà a Madhavrao nel suoi ultimo decennio di vita. Nanasaheb aveva un fratello assai abile e capace, chiamato Raghunathrao, le cui ambizioni di diventare Peshwa risultarono disastrose per l'Impero maratha.